# Banh gai
Le banh gai (littéralement « gâteau de ramie ») est une pâtisserie vietnamienne traditionnelle, originaire du delta du fleuve Rouge au Vietnam. Le gâteau a une forme carrée, une coloration noire à l'extérieur due à la feuille de ramie.
Un gâteau similaire, une spécialité de la province de Binh Dinh dans la côte centrale du Sud du nom de banh it la gai, enveloppé de feuilles de bananier en forme de pyramide comme le banh it.

## Recette

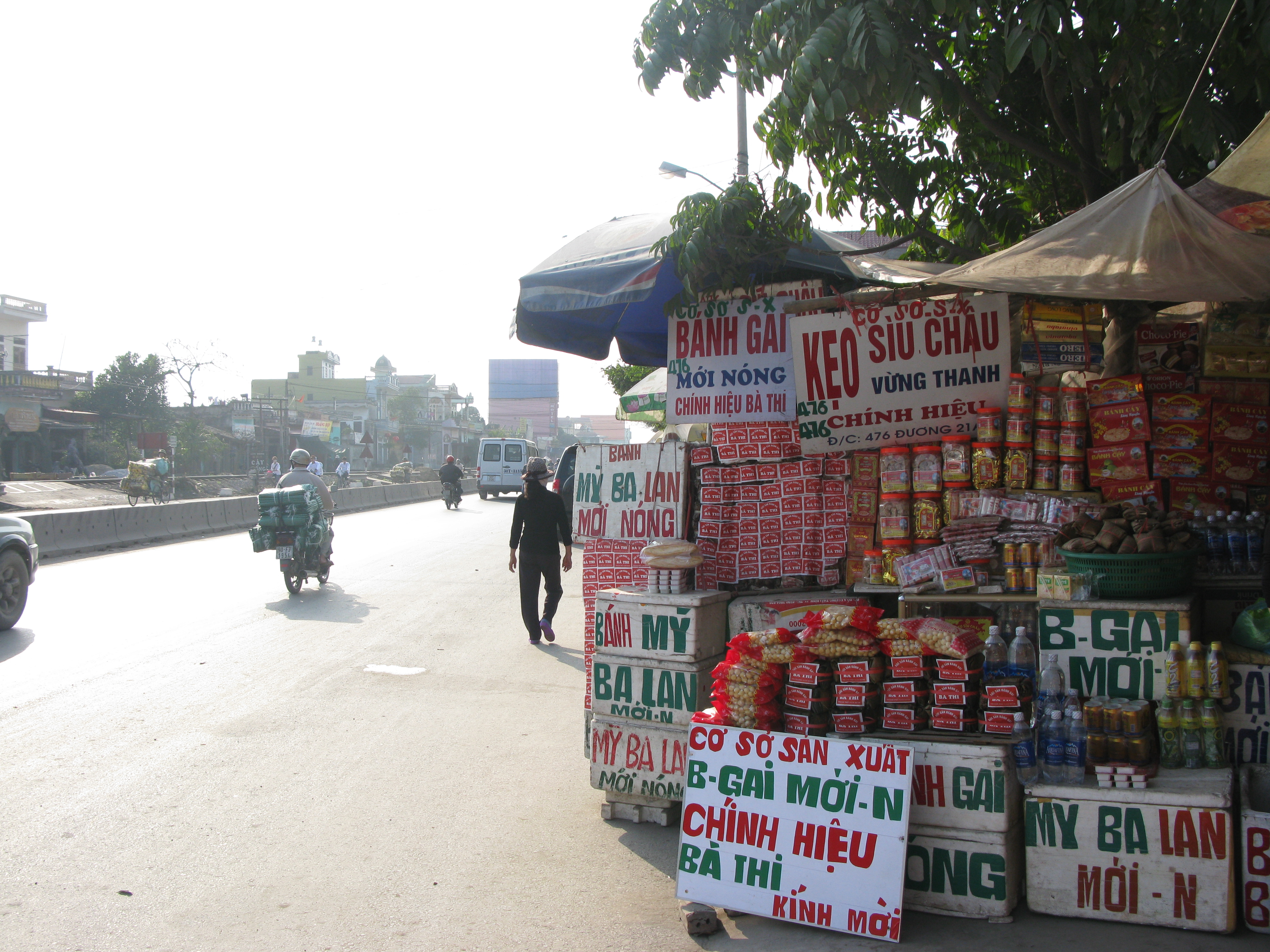
Banh Gai à vendre à Nam Dinh.

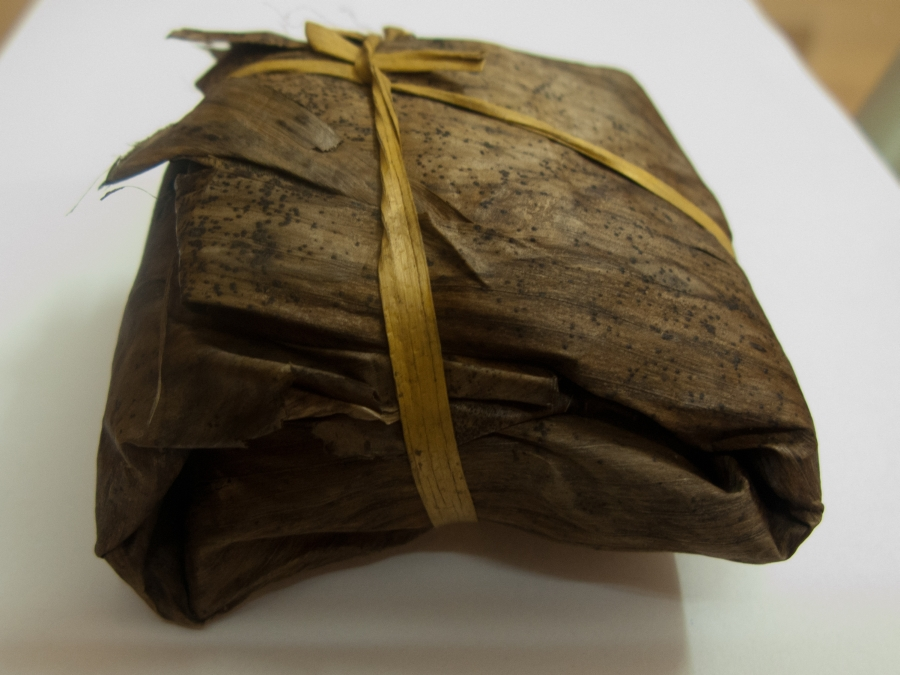
Banh gai enveloppé avec des feuilles.

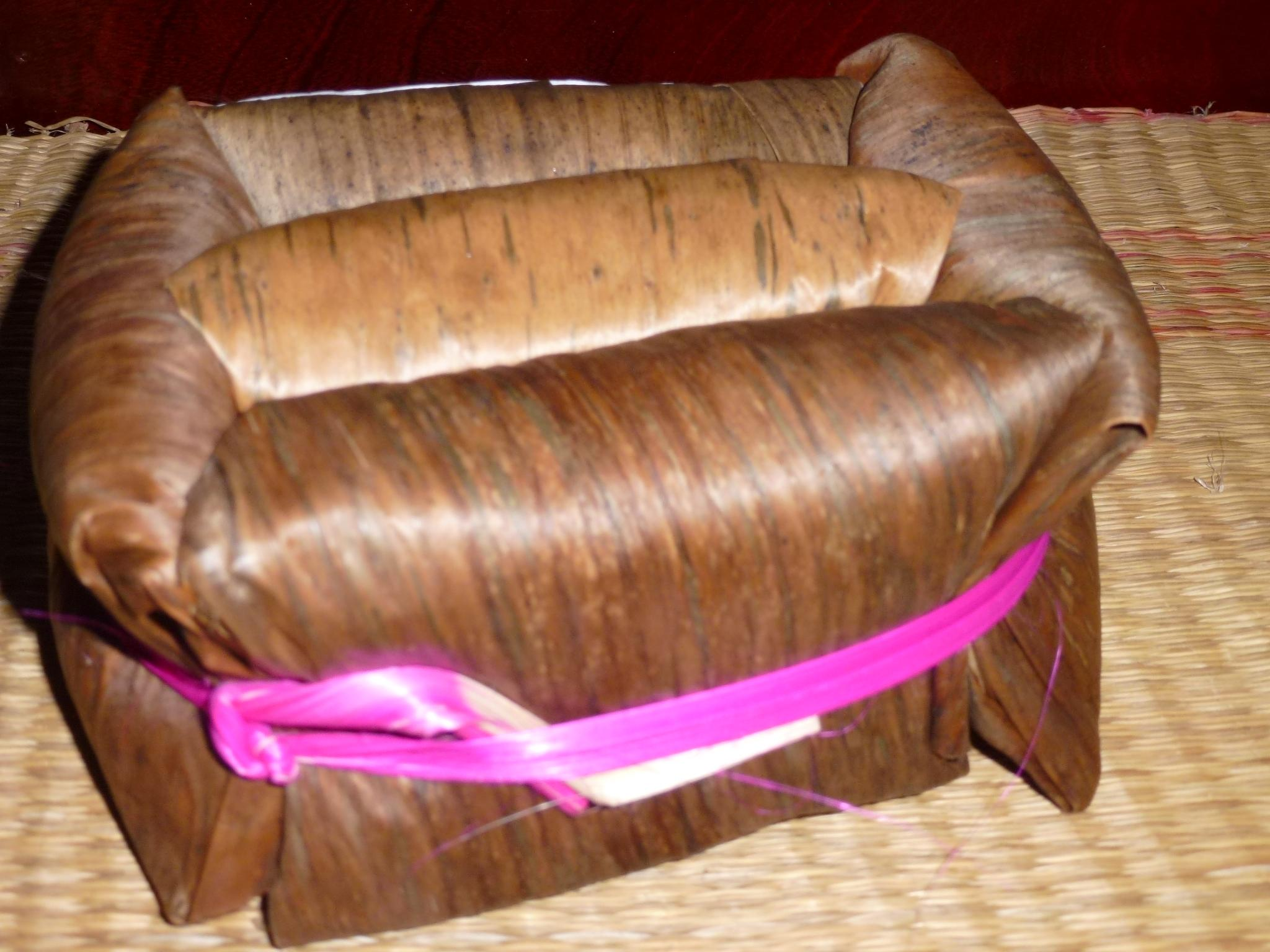
5 banh gai de Tu Tru emballés ensemble.

Le banh gai est composé d'une enveloppe et d'une garniture. Les ingrédients couramment utilisés sont les feuilles de ramie, le riz gluant, les haricots mungo, le confit de courge cireuse, le saindoux sucré, l'huile essentielle de banane, le sucre et le sésame.
L'enveloppe comprend : la farine de riz gluant (après séchage et pilage), et les feuilles de Boehmeria nivea (également connues sous le nom de ramie de la famille des Urticaceae) séchées, bouillies et pilées pour obtenir une pâte des feuilles mélangées à de la farine pour former l'enveloppe.
Ingrédients pour la garniture :
- du saindoux finement haché, mélangé avec du sucre et incubé pour préparer un morceau de graisse mélangé avec :
- des huiles essentielles végétales comme l'huile essentielle de banane, etc.
- de la noix de coco râpée
- des haricots mungo cuits au feu ou à la vapeur puis écrasés
- des courges cireuses tranchées, pelées et vidées ; cuites avec du sucre, on appelle cela du confit de courge
- des graines de sésame rôties
- des graines de lotus cuites avec du sucre

Après avoir préparé la garniture et la croûte, emballez-les de feuilles de bananier séchées, puis faites-la cuire à la vapeur.

## Dégustation
Le banh gai peut être dégusté en dessert après le repas principal. Le gâteau a un goût sucré apporté par la garniture du gâteau avec une texture souple grâce à la croûte.

## Variantes

### Banh gai de Tu Tru

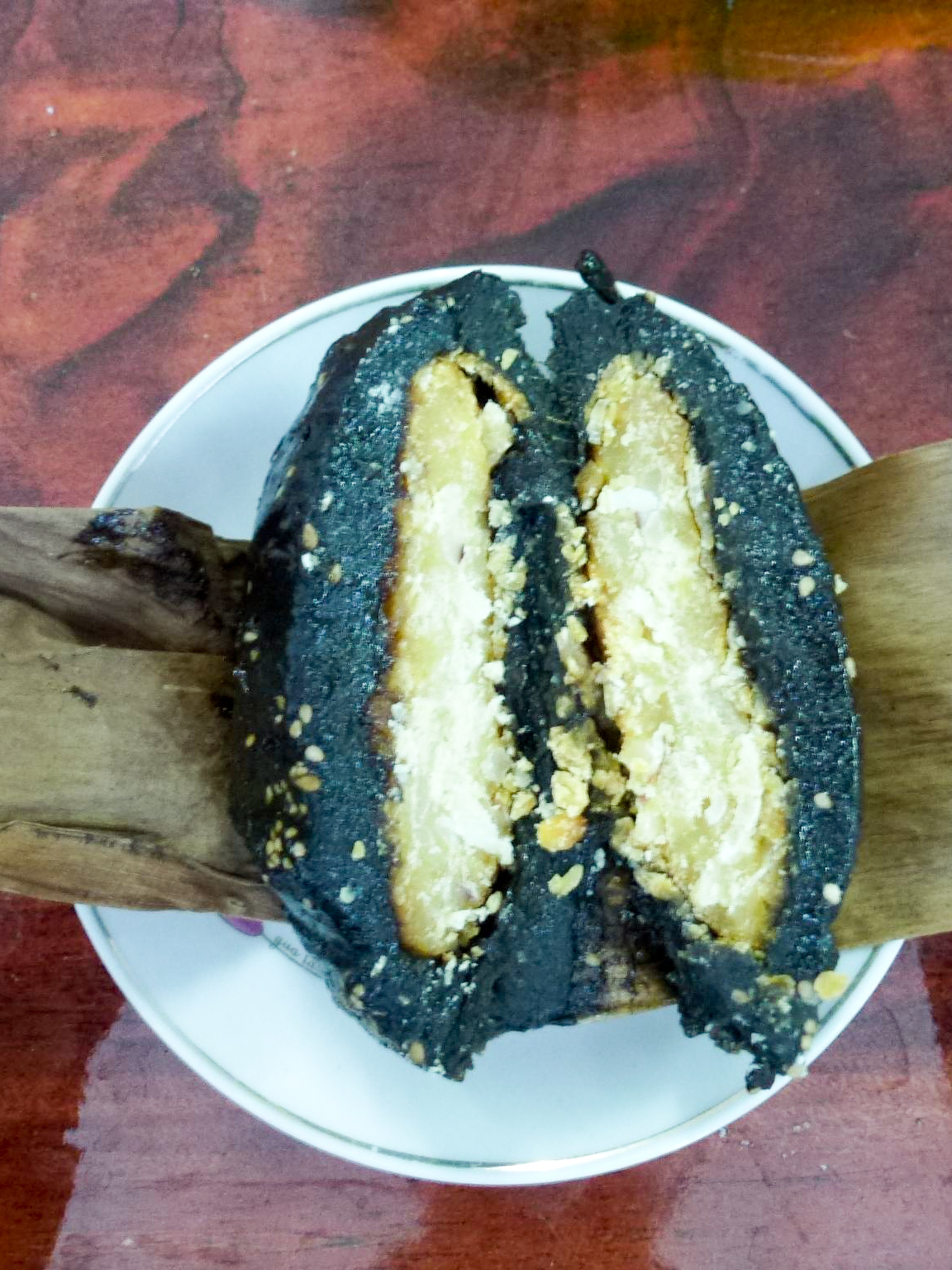
Banh gai Tu Tru.

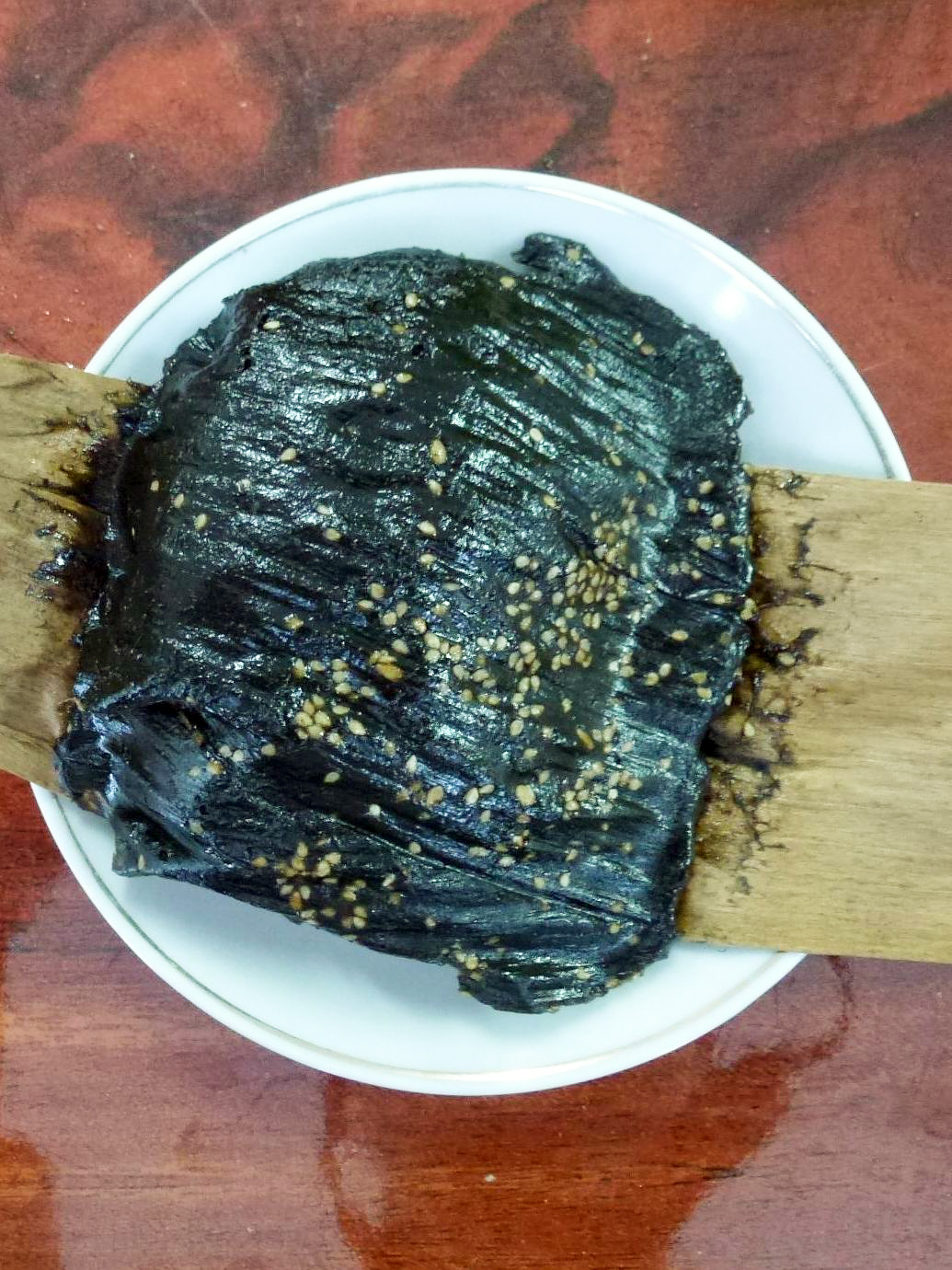
Banh gai Tu Tru.

Le banh gai de Tu Tru ou banh gai de Mia est une spécialité du village de Mia, dans la commune de Tu Tru du canton de Dien Hao, district de Tho Xuan, maintenant dans la commune de Tho Dien, district de Tho Xuan, province de Thanh Hoa, au Viêt Nam. À l'occasion du culte des anniversaires de Le Loi et Le Lai (« vingt-et-un de Le Lai, vingt-deux de Le Loi »), le banh gai de Tu Tru a été choisi comme offrande. Autrefois, le gâteau Tu Tru gai était uniquement réalisé à l'occasion des fêtes du Têt, et des anniversaires de l'empereur. À présent, les gâteaux sont fabriqués toute l'année pour répondre aux besoins des consommateurs.
Les ingrédients pour faire le banh gai comprennent les feuilles de ramie, le riz gluant, les haricots mungo, l'huile essentielle de banane, le sucre, la mélasse, le saindoux, la sauce de poisson et les graines de sésame. Les feuilles de ramie sont cueillies dans la forêt ou dans les plaines alluviales le long de la rivière Chu, débarrassées des pétioles, des veines et des fibres, puis séchées et stockées avec soin. Lors de la confection du banh gai, les feuilles de ramie séchées sont trempées dans de l'eau, lavées puis bouillies abondamment. Elles sont sorties puis bouillies à nouveau, le temps d'ébullition de ces deux fois est d'environ 24 heures. Après l'essorage, les feuilles sont écrasées. Maintenant, l'eau est drainée dans une presse puis les feuilles sont broyées. Le riz gluant, généralement du riz gluant des hautes terres ou du riz gluant avec des feuilles d'araquier, est moulu ou pilé avec un mortier en pierre, puis placé dans un tamis à farine pour décanter les gros grains. La poudre des feuilles de ramie, la farine de riz gluant et la mélasse sont mélangées, incubées pendant la nuit, puis pilées dans un mortier, jusqu'à ce que la pâte soit lisse et élastique. La pâte après affinage ne doit être ni trop molle ni trop dure. De nos jours, les machines sont utilisées pour piler la farine.
La garniture est à base de haricots mungo et d'huile essentielle de banane. Les haricots mungo moulus sont cassés, trempés et traités, puis cuits. Lorsque les haricots sont cuits, ils sont mis dans un mortier avec du sucre pour obtenir un mélange lisse et homogène. En complément, on utilise un peu de noix de coco desséchée torréfiée à sec ; La quantité d'huile de banane doit être précise, s'il y en a trop, elle sera amère, s'il y en a trop peu, elle n'aura pas d'odeur. La pâte est moulée en boules rondes puis étalée finement sur la paume pour mettre la garniture au milieu du gâteau, frotter le gâteau pour le rendre rond, puis rouler le gâteau sur un plateau avec des graines de sésame réparties uniformément. Les feuilles de bananier sont utilisées pour envelopper les gâteaux carrés qui à leur tour sont enveloppées de riz. Le temps de cuisson à la vapeur dépend du nombre et de la taille des gâteaux dans le moule, mais varie autour d'une heure. Le gâteau cuit est sorti puis ouvert (non déballé) pour égoutter, le gâteau est refroidi puis égoutté. Cette étape consiste également à lisser le gâteau pour qu'il soit lisse et ait la forme d'une carapace de tortue. Lorsque le gâteau a refroidi, utilisez des ficelles rouges pour envelopper 5 morceaux un par un. 
Le banh gai de Tu Tru est généralement consommé après environ 10 heures de cuisson à la vapeur. Le gâteau fini doit être lisse, avec l'arôme des feuilles de ramie, du riz gluant, l'huile de banane, des haricots, du sésame, la douceur de la mélasse, le goût gras de la viande et la saveur des feuilles de bananier séchées. Le gâteau a une saveur caractéristique due à l'utilisation de mélasse, de porc maigre et de sauce de poisson  mais n'utilise pas de graines de lotus, de viande grasse comme le banh gai de Nam Dinh, le banh gai de Ninh Giang. Contrairement au banh gai de Ninh Giang gai utilisant du miel chaud, à Tho Dien, c'est plutôt le miel froid et pas trop dilué qui est utilisé.
Le prix de chaque gâteau dépend du type. Depuis 2013, le type de gâteau le moins cher est de 3 000 dong, la moyenne est de 5 000 et le plus cher peut atteindre 10 000 dong vietnamiens.